# Vallø slott
Vallø slott är ett slott och gods i Valløby socken i Stevns kommun.
Slottet består av fyra flyglar kring en borggård. Västra flygeln med två sidoflyglar och två torn uppfördes av Peder Oxes änka Mette Rosenkrantz 1586. Två lägre flyglar byggdes senare till av Fredrik IV. Den östra flygeln i endast en våning med en åttkantig paviljongbyggnad i mitten, uppfördes av byggmästaren Laurits Thurah för drottning Sophia Magdalenas räkning.
Vallø omtalas första gången redan på 1200-talet. Det kom på 1400-talet i en av de mäktiga Axelsönernas ägo, Olof Axelsens. Genom hans dotter kom slottet Rosencrantz ägo, men dessa sålde den senare till Kristian IV:s svärmor Ellen Marsvin. Kirsten Munk lät senare sälja godset till Christen Skeel. Dennes släktingar sålde 1699 slottet till Fredrik IV, och kungen lät 1713 inrätta Vallø till ett grevskap, som han skänkte till Anna Sophie Reventlow. Vid Kristian VI:s tronbestigning fråntogs han alla sina gods, och kungen lätt istället 1731 skänka Vallø till drottning Sophia Magdalena, som på sin födelsedag 1737 gjorde slottet och godset till ett adligt Jungfrukloster Vallø stiftelse.